# Epoca (periodico)
Epoca è stato un settimanale edito dalla Arnoldo Mondadori Editore, pubblicato dal 1950 fino al 1997.
Cessate le pubblicazioni regolari, esce in formato monografico aperiodico con numeri da collezione.

## Storia

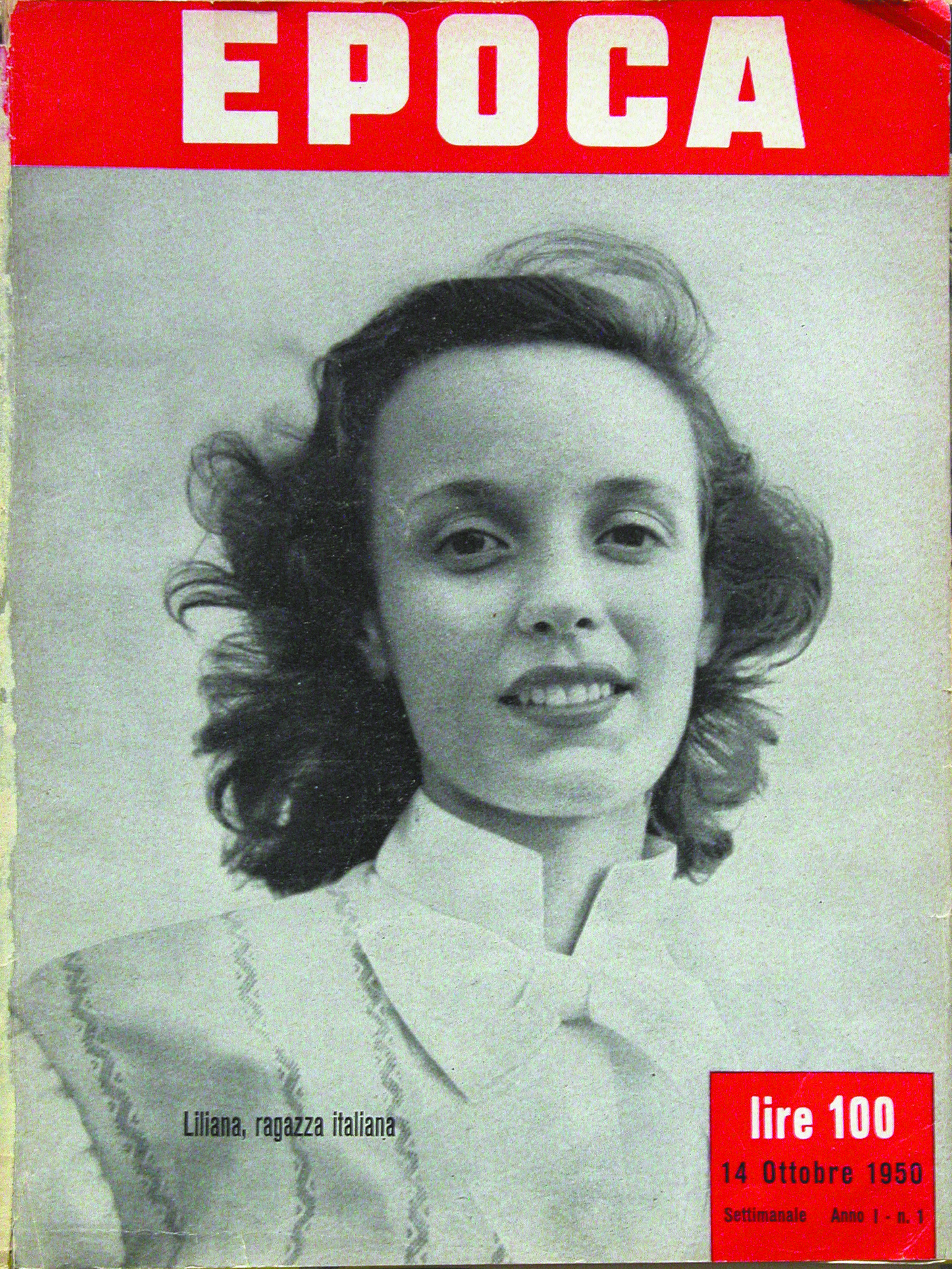
Copertina del primo numero di Epoca, ottobre 1950, che ritrae Una ragazza italiana

Ideato sul modello dei periodici statunitensi illustrati, come il settimanale Life, è stato lanciato a Milano il 14 ottobre 1950. La testata recava come sottotitolo: «Settimanale politico di grande informazione».
Fra i settimanali italiani si distinse subito per l'impostazione grafica: stampa in rotocalco su carta lucida e ampio ricorso ai servizi fotografici (molti in esclusiva), oltre a un sapiente uso del colore. La composizione grafica fu firmata inizialmente da Bruno Munari. Per la copertina del primo numero la scelta cadde su un primo piano di una commessa, diciannovenne, del buffet Motta di piazza del Duomo a Milano. Della prima redazione fecero parte Aldo Borelli, Augusto Guerriero (celebre la sua rubrica "Memorie di Ricciardetto"), Aldo Palazzeschi, Cesare Zavattini, Giovanni Spadolini e Alberto Cavallari. Nel dicembre 1952 il settimanale pubblicò, grazie all'amicizia tra Alberto Mondadori e Ernest Hemingway, il racconto Il vecchio e il mare, con i disegni di Ugo Marantonio.

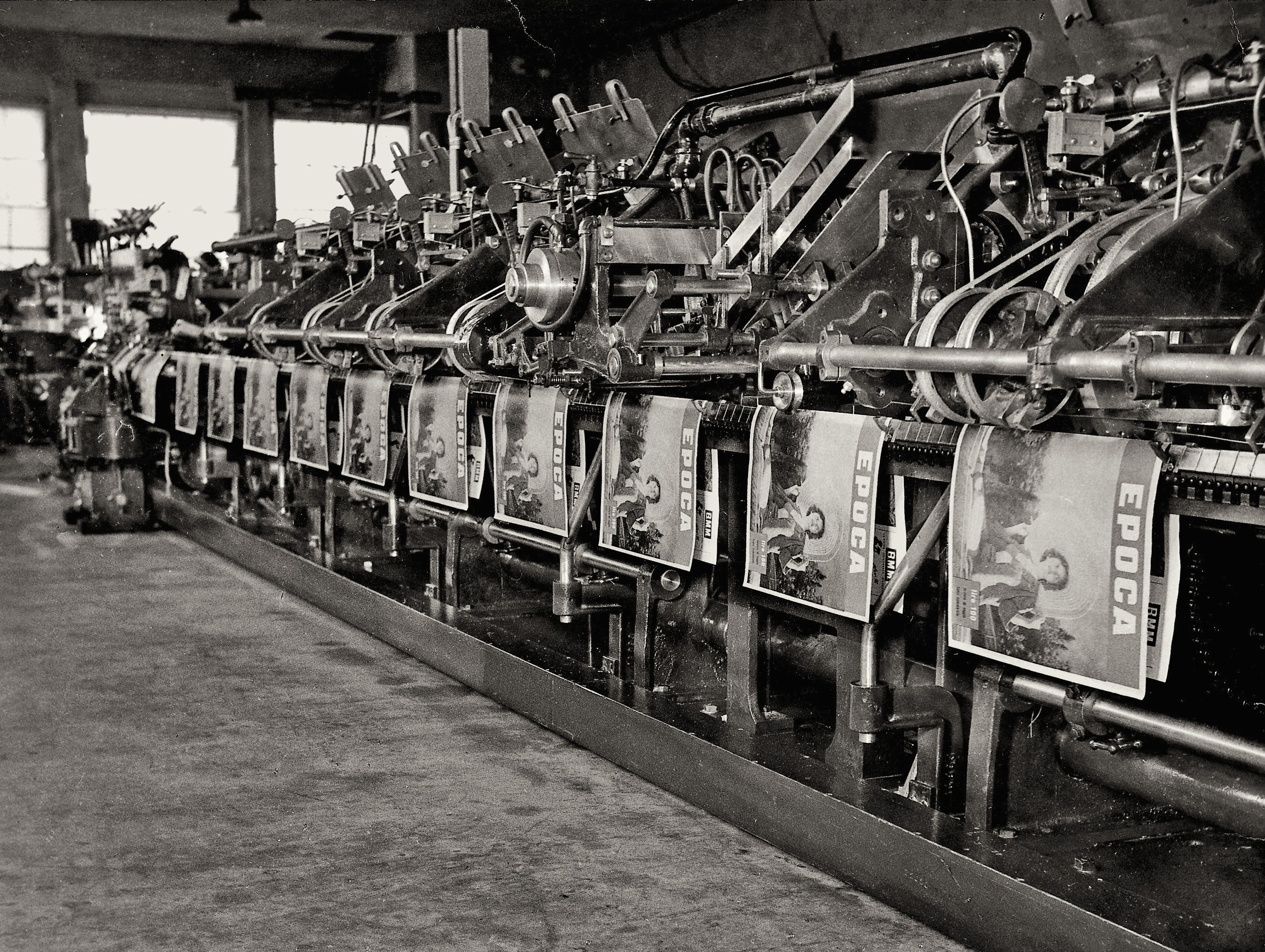
Rotative della rivista negli anni sessanta

Nonostante il lusinghiero successo iniziale, gli elevati costi di produzione (dovuti anche all'utilizzo di sofisticate macchine per la stampa) imposero fin dal secondo anno una correzione dell'offerta informativa, con più servizi autoprodotti e una maggiore attenzione alla cronaca. Nella seconda metà degli anni cinquanta avvennero altri cambiamenti: nuovi inserti speciali, aumento delle inchieste, nuove rubriche dedicate ai fenomeni del costume e dello spettacolo. La rivista fu divisa in due parti: nella prima vennero concentrati gli articoli di politica, di cronaca e le rubriche (compresa la famosa "L'Italia domanda"); nella seconda apparvero lunghi reportage fotografici, realizzati sia da inviati italiani sia acquistati da agenzie straniere. Nel 1956 Enzo Biagi fu promosso da caporedattore a direttore. In quell'anno Mario De Biasi (1923–2013) realizzò un memorabile reportage sulla rivolta di Budapest; il fotogiornalista "immortalò l'ingresso dei carri armati sovietici, i massacri, la rabbia, i morti impiccati nelle strade e il dolore della popolazione". «Epoca» surclassò i suoi principali concorrenti, Tempo e l'Europeo, raggiungendo stabilmente la quota di 500 000 copie di vendita.
Negli anni sessanta la rivista sperimentò nuovi temi, aprendo le proprie pagine alla divulgazione storica e scientifica. Nel maggio del 1965 entrò a far parte dello staff dei fotografi del settimanale l'alpinista Walter Bonatti. Nello stesso periodo la televisione aumentò la propria penetrazione nelle famiglie italiane, diventando alla fine del decennio 1960-70 il principale mezzo d'informazione. Il contraccolpo per le riviste illustrate come Epoca fu notevole.
Negli anni settanta si susseguirono numerosi tentativi di rinnovamento del prodotto, che oscillarono tra la formula del settimanale d'impegno e quella del settimanale d'evasione. Ben dodici direttori si alternarono tra il 1970 e il 1990. In quel periodo il settimanale iniziò ad offrire ai propri lettori durante il periodo natalizio libri di scrittori famosi, molti dei quali vincitori del Premio Nobel. Tra il 1988 e il 1990 la rivista uscì con la testata «Epoca!», con il punto esclamativo.
L'inizio degli anni novanta fu positivo: il settimanale visse una stagione di rilancio che culminò nel 1993. Nel 1994 Epoca fu il primo settimanale italiano a dotarsi di una versione elettronica da leggere su computer dotati di modem e a illustrare questo innovativo servizio, prevedendo un fenomeno che sarebbe esploso solo con l'avvento dei tablet negli anni 2000. Ma nello stesso periodo il successo commerciale del settimanale iniziò a esaurirsi. Il 25 gennaio 1997 Epoca, giunta al 2247º numero, sospese le pubblicazioni.
Vennero poi riprese in forma di periodico monografico, come supplemento del settimanale «Panorama».

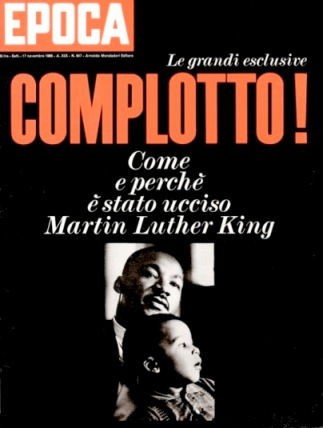
Le indagini sull'assassinio di Martin Luther King nella copertina del 17 novembre 1968
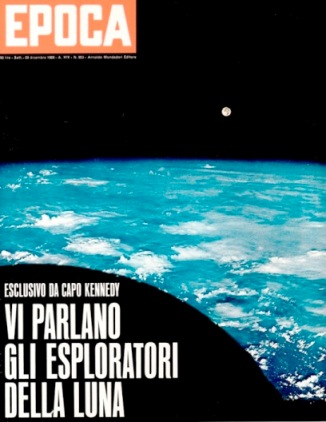
La missione Apollo della NASA nella copertina del 29 dicembre 1968

## Documentari fotografici
Dal 1955 al 1969 Epoca pubblicò diverse serie di inserti fotografici su temi non legati all'attualità che, composti insieme, potevano essere rilegate in volume. L'iniziativa editoriale fornì un robusto sostegno alle vendite del settimanale. I titoli dei volumi furono:
- Il mondo in cui viviamo (1955)
- Il meraviglioso mondo dei numeri (1956),
- L'avventurosa storia del west (1956),
- I maestri della pittura italiana (1956-1958),
- Napoleone (1956-1957),
- Uomini in guerra (1957),
- Le straordinarie imprese dei pirati (1957),
- Le conquiste del mondo in cui viviamo (1957- 1958),
- Le grandi religioni (1957-1958),
- I cavalieri dell'avventura (1958),
- Paradiso nero (1958-1959),
- L'epopea dell'uomo (1958-1959),
- Il romanzo dell'archeologia (1958-1959),
- I maestri della pittura contemporanea in Italia (1959),
- La grande avventura dell'unità d'Italia (1959),
- Le meraviglie della vita sulla terra (1959-1960),
- I rivoluzionari della pittura (1960-1961),
- I tesori dell'artigianato (1960-1961),
- L'Europa meravigliosa (1961-1962),
- Le città più belle del mondo (1961-1962),
- I tesori dell'arte italiana (1961- 1962),
- I grandi stili (1962),
- La rivoluzione francese (1962),
- I cinque giorni che decisero il destino della guerra (1962),
- I giganti della musica (1962-1963),
- Viaggio nell'India favolosa (1963),
- I grandi poeti della nostra patria (1963),
- I capolavori svelati (1963-1964),
- L'Italia meravigliosa (1963-1964),
- Le grandi battaglie (1964),
- Le meraviglie del mondo (1964-1965),
- Gli esploratori dell’infinito (1965),
- I grandi animali (1965),
- La guerra del Piave (1965),
- Abissinia l'ultima avventura (1965),
- Cosi è crollato Hitler. La guerra in Europa. Da Pearl Harbor a Hiroshima. La guerra nel Pacifico (1965),
- I bei posti (1966),
- Le grandi avventure di Walter Bonatti (1966),
- Gli eroi polari (1966),
- Il mondo di domani (1966-1967),
- Le mie avventure in Africa (1967),
- Le nuove vacanze (1967),
- 50 anni fa: Vittorio Veneto! (1968),
- Hanno cambiato il volto del mondo (1968),
- Nel mondo perduto (1968),
- Le grandi avventure umane. Massaia il vescovo esploratore (1969),
- Il libro della luna (1969)

## Direttori
- 1950-1961: 100 lire;
- 1963-1964: 130 lire;
- 1966-1970: 150 lire;
- 1975: 350 lire;
- 1978: 500 lire
- 1980: 700 lire;
- 1981: 800 lire;
- dicembre 1981-1982: 900 lire;
- 1982: 1 000 lire;
- 1984: 1 500 lire;
- 1990: 2 700 lire;

- Alberto Mondadori (14 ottobre 1950 - 15 dicembre 1951)
- Bruno Fallaci (22 dicembre 1951 - 4 ottobre 1952)
- Arnoldo Mondadori (11 ottobre 1952 - 23 dicembre 1956)
  - Renzo Segala, condirettore (11 ottobre 1952 - 9 gennaio 1955)
  - Enzo Biagi, caporedattore responsabile (16 gennaio-27 febbraio 1955)
  - Enzo Biagi, condirettore (6 marzo 1955 - 23 dicembre 1956)
- Enzo Biagi (30 dicembre 1956 - luglio 1960)
- Arnoldo Mondadori, ad interim (luglio - 11 settembre 1960)
- Nando Sampietro (18 settembre 1960 - 8 marzo 1970)
- Gino Pugnetti (15 marzo 1970 - 5 settembre 1971)
- Domenico Agasso (12 settembre 1971 - 17 febbraio 1974)
- Silvio Bertoldi (24 febbraio 1974 - 24 marzo 1976)
- Livio Caputo (31 marzo - 1º dicembre 1976)
- Vittorio Buttafava (8 dicembre 1976 - 1º marzo 1978)
- Andreina Vanni (8 marzo 1978 - 29 dicembre 1979)
- Guido Gerosa (12 gennaio - 13 dicembre 1980)
- Sandro Mayer (24 gennaio 1981 - 7 ottobre 1983)
- Gualtiero Tramballi (14 ottobre - 28 ottobre 1983)
- Carlo Gregoretti (4 novembre 1983 - 1º marzo 1985)
- Carlo Rognoni (15 marzo 1985 - 16 gennaio 1987)
- Alberto Statera (23 gennaio 1987 - 29 aprile 1990)
- Roberto Briglia (6 maggio 1990 - 12 febbraio 1995)
- Massimo Donelli (19 febbraio 1995 - 9 gennaio 1997)
- Remo Guerrini (17-31 gennaio 1997)

## Firme
Fin dai primi numeri Cesare Zavattini ha curato la fortunata rubrica Italia domanda. Un'altra rubrica di politica internazionale venne curata, fin dal primo numero (1950) e sino alla morte del suo estensore (1981), da Augusto Guerriero (con lo pseudonimo Ricciardetto). Altro fondamentale collaboratore del periodico fu per la critica cinematografica Filippo Sacchi, il quale, succeduto ad Aldo Palazzeschi, nel 1971 ebbe per successore Domenico Meccoli. Celebri furono le caricature di personaggi politici di Paolo Garretto. Alba de Céspedes curava la rubrica Dalla parte di lei. Giuseppe Grazzini fu una firma illustre del settimanale, che lasciò a fine anni '70 per seguire il direttore Indro Montanelli a Il Giornale. 
Epoca fu celebre (soprattutto negli anni tra il 1953 e il 1970, ritenuti il suo periodo d'oro) per i servizi realizzati da uno staff di fotografi di prim'ordine: Walter Bonatti, Mario De Biasi, Walter Mori, Sergio Del Grande, Mauro Galligani, Giorgio Lotti, Vittoriano Rastelli, Pietro Zullino e Gianni Minischetti.